# Lolita Morena
Lolita Morena (n. 15 octombrie 1960 in Cantiano, Italia) este o actriță, fotomodel și moderatoare elvețiană.  
Ea a studiat arheologia și este aleasă Miss Elveția în anul 1982. La concursul de frumusețe Miss Universe din anul 1982 ocupă locul al patrulea. În Germania ea devine cunoscută prin moderarea galei Goldene Rose von Montreux și prin relațiile pe care le are cu fotbalistul german Lothar Matthäus, de la care va avea un fiu și de care va divorța în anul 1999. Morena vorbește limba engleză, italiană, franceză și germană. De câțiva ani este moderatoare în Elveția, a jucat câteva în filme ca Les pique-meurons, sau Der doppelte Nötzli.. Ea a renunțat să poarte blănuri de animale, fiind o adeptă a asociației de protecție a animalelor din Elveția.